# رود تودوفکا
رود تودوفکا (انگلیسی: Tudovka) یک رودخانه در استان تور کشور روسیه است.